# Kinga Dékány
Kinga Dékány (* 15. Mai 1973 in Budapest) ist eine ehemalige ungarische Kanutin. 

## Leben
Kinga Dékány begann mit dem Kanusport in Ercsi. Sie besuchte dann eine Sportklasse des Széchenyi-Gymnasiums in Dunaújváros, wo sie das Abitur machte. In dieser Zeit wurde sie von Éva Hubikné Tarján trainiert. Nach der Schulzeit bewarb sie sich an der Lehrerbildungsanstalt in Szeged für eine Ausbildung zur Sport- und Biologielehrerin, erhielt jedoch keine Zulassung. So zog sie nach Budapest, wo sie gleichzeitig zwei Ausbildungen erfolgreich absolvierte, zur Textil- und Umweltingenieurin. Nachdem sie zunächst als Kanutin bei den Vereinen BSE (Budapest Sport Egyesület) und BKV Előre SC war, schlug ihr Katalin Rozsnyói den Wechsel zum Sportverein in Újpest vor und wurde ihre Trainerin.
Zwischen 1997 und 2004 konnte sie in den Bootsklassen K2 und K4 bei Welt- und Europameisterschaften Medaillen mit dem ungarischen Team gewinnen. 1998 wurde sie zur ungarischen Kanutin des Jahres gewählt.
Trotz ihrer Erfolge nahm Dékány nie an Olympischen Sommerspielen teil. Ihre teaminterne Konkurrenz rund um Sportlerinnen wie Katalin Kovács, Natasa Janics, Szilvia Szabó oder Kinga Bóta wurde ihr hier vorgezogen und holte hier diverse Medaillen und Titel. Hinzu kam, dass sie ihre Titel bei Weltmeisterschaften alle im Kajak-Vierer über 200 und 1000 Meter holte, diese Distanzen aber nicht Teil des olympischen Programms sind. 
Nachdem Dékány 2002 die Weltmeisterschaften in Sevilla verpasst hatte, konnte sie 2003 in Gainsville noch einmal mit dem Kajak-Vierer Gold gewinnen. Dies sollte jedoch der letzte Titel ihrer Laufbahn bleiben. 